# Jesse Douglas
Jesse Douglas (3. července 1897 New York – 7. září 1965 New York) byl americký matematik a držitel Fieldsovy medaile, známý pro své obecné řešení Plateauova problému.

## Život a kariéra
Narodil se roku 1897 v New Yorku do židovské rodiny Louisovi Douglasovi a Sarah Douglasové (roz. Kommelová). Studoval na City College v New Yorku a jako vysokoškolák promoval s vyznamenáním z matematiky v 1916. Poté začal studovat na Columbia University jako postgraduální student, v roce 1920 získal titul Ph.D. v matematice.
Douglas byl jedním ze dvou výherců první Fieldsovy medaile v historii, získal ji v roce 1936 společně s Larsem Ahlforsem. Roku 1930 byl oceněn za vyřešení Plateauova problému, který se ptá, zda pro danou hranici existuje minimální plocha. Tento problém, se poprvé objevil roku 1760, když se o něm zmínil slavný matematik Joseph-Louis Lagrange. Tento problém je součástí variačního počtu a je také známý jako problém mýdlové bubliny. Douglas také významně přispěl k inverznímu problému variačního počtu. V roce 1943 mu Americká matematická společnost udělila Bôcherovu pamětní cenu, která se uděluje za pozoruhodné objevy v matematické analýze.
Douglas se později stal řádným profesorem na City College v New Yorku (CCNY), kde vyučoval až do své smrti. V té době CCNY nabízela pouze vysokoškolské studium a profesor Douglas tedy vyučoval kurz pokročilého výpočty. Studenti druhých ročníků a pokročilejší studenti prvních ročníku tak měli možnost, aby je reálnou analýzu vyučoval nositel Fieldsovy medaile.

## Publikace
- Douglas, Jesse (1931) „Solution of the problem of Plateau“
- Douglas, Jesse (1939) „Green's function and the problem of Plateau“
- Douglas, Jesse (1939) „The most general form of the problem of Plateau“
- Douglas, Jesse (1939) „Solution of the inverse problem of the calculus of variations“
- Douglas, Jesse (1940) „Nová speciální forma lineárního prvku plochy“